# Cavatelli

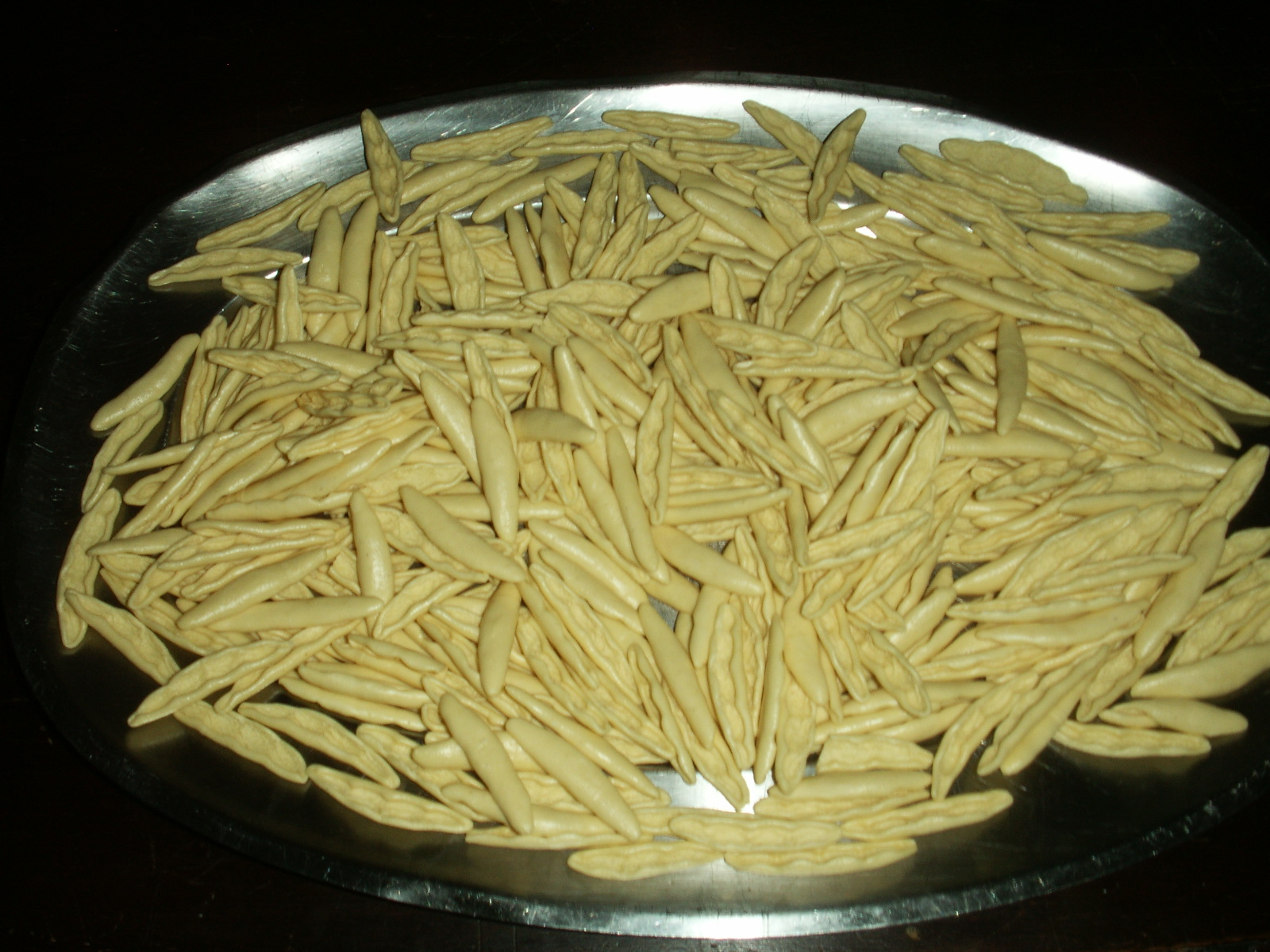
Vassoio di capunti

I cavatelli sono una pasta tradizionale e prodotto agroalimentare tradizionale del Molise (cavatiell in dialetto molisano) successivamente acquisita da parti della Puglia (dove vengono chiamati anche capunti oppure "cicatelli") e dell'Abruzzo (cavatille in dialetto vastese). Sono parimenti prodotti in Campania, Basilicata, Calabria e in Sicilia; a Caggiano, ad esempio, prendono il nome di crusìcchi, a Gesualdo sono chiamati cecaruccoli, mentre nel dialetto arianese sono denominati cicatielli (nella zona di Ariano Irpino).
Sono ricavati da un impasto di semola di grano duro e acqua (a volte anche con patate) e hanno una forma allungata con una incavatura all'interno. Vengono gustati e serviti col ragù oppure con verdure tipo broccoli o cardoncelli.

## Varianti
- A Campobasso i cavatelli vengono conditi con un sugo dove sono state cotte costolette di maiale (tracchiulelle in dialetto) oppure con i cicoli di maiale soffritti e serviti in bianco con gli spigatelli (spigatiell in dialetto).
- A Montenero di Bisaccia il piatto tipico del paese sono i cavatelli (cuzzutill in dialetto) col ragù di ventricina.
- In Puglia si fanno con cozze, aglio, olio, prezzemolo e pomodorini.
- A Crotone tra i piatti tipici rientrano i cavatelli alla crotonese: Variante rigata preparata con sugo di salsiccia

## Abbinamenti enogastronomici
Si gustano con un buon vino rosso, la tradizione vede il piatto abbinato con il Tintilia del Molise, o d'estate rosato fresco.